# David S. Goyer
David Samuel Goyer (Ann Arbor, 22 dicembre 1965) è uno sceneggiatore, regista, produttore cinematografico e fumettista statunitense.

## Biografia
Nato e cresciuto nel Michigan, ha studiato alla Huron High School e alla University of Southern California.

### Fumetti
Goyer ha scritto le sceneggiature di numerosi albi di fumetti come Silver Surfer, Dottor Strange, Sub-Mariner e Ghost Rider. Per la DC Comics ha lavorato per l'albo Justice Society of America, pubblicato nel 1999, lavorandovi per i quattro anni successivi fino al n. 51.

### Televisione
Nel 1997 è co-creatore e produttore esecutivo della serie tv di fantascienza di breve vita Sleepwalkers, durata solo 9 episodi. Come produttore, ha lavorato con Brian De Palma per il suo Mission to Mars, ha prodotto le serie TV Blade - La serie e Threshold. Assieme a Brannon Braga, è co-creatore e produttore esecutivo della serie televisiva fantascientifica della ABC FlashForward, basata su un romanzo di Robert J. Sawyer. Ha ideato, scritto e diretto la serie Da Vinci's Demons, iniziata nel 2013 e conclusa nel 2015.

### Cinema
Debutta alla sceneggiatura nel 1990 nel film con Jean-Claude Van Damme Colpi proibiti. Nel 1996 scrive la sceneggiatura de Il corvo 2, seguito da Dark City e da un adattamento televisivo di Nick Fury.
Nel 1998 scrive l'adattamento cinematografico del fumetto Blade, creando appositamente il personaggio di Abraham Whistler. Scrive anche il sequel, Blade II, del 2002 ed è regista del terzo capitolo Blade: Trinity.
Sempre legato al mondo del fumetto, nel 2004 scrive il soggetto per il film Batman Begins di Christopher Nolan, lavorando poi a quattro mani con quest'ultimo nella stesura della sceneggiatura definitiva. Successivamente co-scriverà il soggetto per i due sequel del film, Il cavaliere oscuro del 2008 e Il cavaliere oscuro - Il ritorno del 2012; inoltre è produttore esecutivo di Ghost Rider e sceneggiatore di Jumper - Senza confini. Nel 2007 dirige il film fanta-thriller Invisible, mentre nel 2009 torna dietro la macchina da presa del dirigere l'horror Il mai nato. Collabora nuovamente con Nolan nel 2013 per il soggetto di un altro reboot fumettistico: L'uomo d'acciaio, di cui è anche sceneggiatore.
Nel 2014 lavora al soggetto per la sceneggiatura del reboot del film Godzilla, senza comunque essere presente nei credits definitivi del film.

## Filmografia

### Sceneggiatore

#### Cinema
- Colpi proibiti (Death Warrant), regia di Deran Sarafian (1990)
- Kickboxer 2 - Vendetta per un angelo (Kickboxer 2: The Road Back), regia di Albert Pyun (1991)
- Giocattoli infernali (Demonic Toys), regia di Peter Manoogian (1992)
- Cimitero vivente 2 (Pet Sematary Two), regia di Mary Lambert (1992) - non accreditato
- Arcade, regia di Albert Pyun (1993)
- Giocattoli assassini (Dollman vs. Demonic Toys), regia di Charles Band (1993) - personaggi
- Sfida tra i ghiacci ('On Deadly Ground'), regia di Steven Seagal (1994) - non accreditato
- Il terrore dalla sesta luna (The Puppet Masters), regia di Stuart Orme (1994)
- Il corvo 2 (The Crow: City of Angels), regia di Tim Pope (1996)
- Dark City, regia di Alex Proyas (1998)
- Blade, regia di Stephen Norrington (1998)
- Time X - Fuori tempo massimo (ZigZag) (2002)
- Blade II, regia di Guillermo del Toro (2002)
- Freddy vs. Jason, regia di Ronny Yu (2003) - non accreditato
- Blade: Trinity (2004)
- Batman Begins, regia di Christopher Nolan (2005)
- Jumper - Senza confini (Jumper), regia di Doug Liman (2008)
- Il cavaliere oscuro (The Dark Knight), regia di Christopher Nolan (2008) - soggetto
- Il mai nato (The Unborn) (2009)
- Ghost Rider - Spirito di vendetta (Ghost Rider: Spirit of Vengeance), regia di Mark Neveldine e Brian Taylor (2012)
- Il cavaliere oscuro - Il ritorno (The Dark Knight Rises), regia di Christopher Nolan (2012) - soggetto
- L'uomo d'acciaio (Man of Steel), regia di Zack Snyder (2013)
- Godzilla, regia di Gareth Edwards (2014) - soggetto, non accreditato
- Batman v Superman: Dawn of Justice, regia di Zack Snyder (2016)
- Terminator - Destino oscuro (Terminator: Dark Fate), regia di Tim Miller (2019)

#### Televisione
- The Substitute, regia di Martin Donovan – film TV (1993)
- Enemy – film TV (1996)
- Perversions of Science – serie TV, episodio 1x01 (1997)
- Sleepwalkers – serie TV, episodi 1x01-1x05 (1997-1998)
- Nick Fury (Nick Fury: Agent of Shield), regia di Rod Hardy – film TV (1998)
- FreakyLinks – serie TV, episodio 1x01 (2000)
- Threshold – serie TV, episodio 1x02 (2005)
- Blade - La serie (Blade: The Series) – serie TV, episodi 1x01-1x02-1x13 (2006)
- FlashForward – serie TV, 5 episodi (2009-2010)
- Da Vinci's Demons – serie TV, 6 episodi (2013-2014)
- Constantine – serie TV, episodi 1x01-1x02 (2014)
- Krypton – serie TV , regia di Colm McCarthy (2018)
- Fondazione – serie TV (2021)

### Regista

#### Cinema
- Time X - Fuori tempo massimo (ZigZag) (2002)
- Blade: Trinity (2004)
- Invisible (The Invisible) (2007)
- Il mai nato (The Unborn) (2009)

#### Televisione
- Threshold – serie TV, episodio 1x01 (2005)
- FlashForward – serie TV, episodi 1x01-1x02 (2009)
- Da Vinci's Demons – serie TV, episodi 1x01-1x02 (2013)

### Produttore

#### Cinema
- Kickboxer 2 - Vendetta per un angelo (Kickboxer 2: The Road Back), regia di Albert Pyun (1991) - associato
- Mission to Mars, regia di Brian DePalma (2000) - co-produttore
- Blade II, regia di Guillermo del Toro (2002) - esecutivo
- Blade: Trinity (2004)
- Ghost Rider, regia di Mark Steven Johnson (2007) - esecutivo
- Ghost Rider - Spirito di vendetta (Ghost Rider: Spirit of Vengeance), regia di Mark Neveldine e Brian Taylor (2012) - esecutivo
- Jukai - La foresta dei suicidi (The Forest), regia di Jason Zada (2016)
- Batman v Superman: Dawn of Justice, regia di Zack Snyder (2016) - esecutivo
- The Birth of a Nation - Il risveglio di un popolo (The Birth of a Nation), regia di Nate Parker (2016) - esecutivo
- Assassination Nation, regia di Sam Levinson (2018)
- Tau, regia di Federico D'Alessandro (2018)
- A.X.L - Un'amicizia extraordinaria ('A.X.L.'), regia di Oliver Daly (2018)
- Terminator - Destino oscuro (Terminator: Dark Fate), regia di Tim Miller (2019) - esecutivo
- The Night House, regia di David Bruckner (2020)
- Antlers, regia di Scott Cooper (2021)
- La guerra di domani (The Tomorrow War), regia di Chris McKay (2021)

#### Televisione
- Sleepwalkers – serie TV, 9 episodi (1997-1998)
- Threshold – serie TV, 13 episodi (2005-2006)
- Blade - La serie (Blade: The Series) – serie TV, 12 episodi (2006)
- FlashForward – serie TV, 22 episodi (2009-2010)
- Da Vinci's Demons – serie TV, 19 episodi (2013-2015)
- Constantine – serie TV, 8 episodi (2014-2015)
- Krypton – serie TV, regia di Colm McCarthy (2018)
- Fondazione – serie TV (2021)
- The Sandman – serie TV (2022-in corso)

## Videogiochi

### Sceneggiatore
- Call of Duty: Black Ops (2010) - consulente al soggetto
- Call of Duty: Black Ops II (2012)
- Star Wars: Secrets of the Empire (2018)
- Vader Immortal: A Star Wars VR Series - Episode I (2019)
- Call of Duty: Black Ops Cold War (2020)

## Romanzi
- Heaven's Shadow (2011)
- Heaven's War (2012)
- Heaven's Fall (2013)